# Bulbine coetzeei
Bulbine coetzeei är en grästrädsväxtart som beskrevs av Anna Amelia Obermeyer. Bulbine coetzeei ingår i släktet bulbiner, och familjen grästrädsväxter. Inga underarter finns listade i Catalogue of Life.